# Jan Łuczyński (ur. 1945)
Jan Mateusz Łuczyński (ur. 12 grudnia 1945 w Bukowsku) – polski historyk, nauczyciel, polityk, przedsiębiorca.

## Życiorys
Od 1960 do 1965 należał do ZMS. Od 16 grudnia 1965 był członkiem PZPR. Od 1973 do 1975 był dyrektorem Powiatowego Domu Kultury, działającego przy ul. Adama Mickiewicza w Sanoku. Pracował w Wydziale Pracy Ideowo-Wychowawczej przy Komitecie Wojewódzkim PZPR w Krośnie, gdzie od 15 października 1975 do grudnia 1978 był inspektorem, a od grudnia 1978 do 20 listopada 1979 starszym inspektorem. W międzyczasie od 13 lutego do 21 czerwca 1978 był słuchaczem Międzywojewódzkiej Szkoły Partyjnej w Katowicach. Od 20 listopada 1979 był I sekretarzem Komitetu Miejsko-Gminnego PZPR w Lesku. 8 stycznia 1980 został wybrany członkiem Wojewódzkiej Komisji Rewizyjnej przy KW PZPR w Krośnie. Od 1 marca 1982 do stycznia 1990 był członkiem Egzekutywy oraz sprawował stanowisko sekretarza KW PZPR w Krośnie. W listopadzie 1983 został wybrany przewodniczącym Zarządu Wojewódzkiego Towarzystwa Przyjaźni Polsko-Radzieckiej w Krośnie i pełnił tę funkcję w kolejnych latach. Publikował w czasopiśmie „Gazeta Sanocka – Autosan”. Był w składzie sekcji wydawniczej redakcji Tomu IV (1979) „Rocznika Sanockiego”.
Pracował jako nauczyciel historii w sanockich I Liceum Ogólnokształcącym i w II Liceum Ogólnokształcącym. Publikował prace w zakresie historii regionalnej, także na łamach prasy (np. „Gazety Sanockiej”). W III RP podjął prywatną działalność w zakresie pośrednictwa ubezpieczeniowego. Został wspólnikiem Klubu Sportowego Elcom-Mosir Sanok, założonego w 2001.

## Publikacje
- Księga pamiątkowa (obchodów 100-lecia Gimnazjum oraz I Liceum Ogólnokształcącego w Sanoku). Sanok: 1980. Brak numerów stron w książce
  - podrozdziały: Z dziejów Sanoka i powiatu sanockiego w okresie okupacji hitlerowskiej (1939–1944) oraz Zarys dziejów Sanoka w latach 1944–1978 (współautor: Edward Zając)[19]
- Autosan. Praca zbiorowa pod redakcją Adama Orłowskiego. Warszawa: Ludowa Spółdzielnia Wydawnicza, 1982. Brak numerów stron w książce
  - rozdział: Narodziny sanockiej klasy robotniczej (współautor: Edward Zając)[20][21]